# Jinelle Zaugg-Siergiej
Jinelle Zaugg-Siergiej (née le 27 mars 1986 à Rockford dans l’état de l'Illinois aux États-Unis) est une joueuse américaine de hockey sur glace qui évoluait dans la sélection nationale féminine en tant qu'attaquante.
Elle a remporté une médaille d'argent olympique en 2010 à Vancouver .

## Biographie

### Carrière internationale
Avec l'équipe des États-Unis de hockey sur glace féminin, elle est finaliste du Championnat du monde 2007 et obtient la médaille d'argent aux Jeux olympiques d'hiver de 2010 à Vancouver. 

## Statistiques

### En club
| Saison    | Équipe               | Ligue |    | Saison régulière | Saison régulière | Saison régulière | Saison régulière | Saison régulière |   | Séries éliminatoires | Séries éliminatoires | Séries éliminatoires | Séries éliminatoires | Séries éliminatoires |
| Saison    | Équipe               | Ligue | PJ | B                | A                | Pts              | Pun              | PJ               | B | A                    | Pts                  | Pun                  |                      |                      |
| 2004-2005 | Badgers du Wisconsin | NCAA  | 37 | 12               | 14               | 26               | 12               |                  |   |                      |                      |                      |                      |                      |
| 2005-2006 | Badgers du Wisconsin | NCAA  | 41 | 24               | 13               | 37               | 22               |                  |   |                      |                      |                      |                      |                      |
| 2006-2007 | Badgers du Wisconsin | NCAA  | 41 | 29               | 21               | 50               | 22               |                  |   |                      |                      |                      |                      |                      |
| 2007-2008 | Badgers du Wisconsin | NCAA  | 41 | 24               | 19               | 43               | 28               |                  |   |                      |                      |                      |                      |                      |

### En équipe nationale
| Année | Équipe     | Compétition          |   | PJ | B | A | Pts | Pun | +/-               |  | Résultat |
| 2007  | États-Unis | Championnat du monde | 5 | 2  | 1 | 3 | 0   | +3  | Médaille d'argent |  |          |
| 2010  | États-Unis | Jeux olympiques      | 5 | 0  | 0 | 0 | 0   | +3  | Médaille d'argent |  |          |